# 漢德·加達莉
漢德·加達莉（土耳其語：Hande Kader，1993年—2016年8月）是一位從事社會運動的土耳其跨性別女性，在她參加2015年伊斯坦堡驕傲遊行期間，她挺身站在隊伍前頭抵抗警察的鎮壓，在當時的她被拍下照片後，她被數以百萬計的土耳其人視為LGBT社群的精神領袖。2016年8月，她的室友妲文·丹萊（Davut Dengiler）在加達莉一周未歸後通報她失蹤。在同月12日，她被發現陳屍於薩勒耶爾區澤克瑞雅克的高級市場，屍體遭到強姦、支解和焚燒。儘管受到了如此嚴重的殘害，她的屍體仍在太平間裡被丹萊認了出來。
加達莉是一名性工作者，她生前最後一次被目擊是在她搭上其中一名客戶的車時。她死時年僅23歲。官方並沒有公布她的死因，而調查報告指出她在死後遭到焚燒，可能是用來妨害搜查兇嫌的障眼法。
在她逝世的消息傳出後，社會大眾強烈地抗議土耳其社會對變性人的虐待
海峽大學LGBTİ+研究社設立了一個紀念加達莉的獎學金，這個獎學金從2017-2018學年開始頒發給該校的跨性別學生。不過土耳其的總統辦公室在之後表示這項獎學金不在他們的所知的範圍內，並取消了對該獎項的贊助。